# Rosa hugonis
Rosa hugonis is een struik die behoort tot de rozenfamilie (Rosaceae). De soort komt van nature voor in China in de provincies Gansu, Qinghai, Shaanxi, Shanxi en Sichuan. Ze groeit er aan bosranden en op hellingen op een hoogte van 600 tot 2300 meter. De roos werd in 1899 ontdekt door de Ierse missionaris en botanicus Hugh Scallan (1851-1928) in de Chinese provincie Shaanxi. Ze werd voor het eerst wetenschappelijk gepubliceerd in 1905 door William Botting Hemsley en genoemd naar de ontdekker, ook wel pater Hugo genoemd. In het Engels heet de roos 'Father Hugo's Rose'.

## Beschrijving
Rosa hugonis groeit als een rechtopstaande struik die een hoogte van ongeveer 2 meter bereikt. De overhangende, bruine scheuten zijn zwaar bedekt met stekels en borstelharen. De bladeren zijn oneven geveerd en bestaan uit maximaal 13 kleine, elliptische blaadjes.
Rosa hugonis bloeit relatief vroeg in mei. De bloemen staan solitair, gerangschikt op de scheuten. De hermafrodiete bloemen zijn radiaal symmetrisch en vijfvoudig met een dubbel bloemdek. De bloemen hebben een diameter van ongeveer 4 centimeter. De vijf bloembladen zijn lichtgeel. In de nazomer draagt de struik kleine, donkerrode tot zwarte rozenbottels.

## Hardheid en ziekten
Rosa hugonis is winterhard tot -29°C (USDA zone 5) en gedijt ook in arme grond.
Soms sterven delen van de takken volledig af, aangezien Rosa hugonis enigszins gevoelig is voor infectie door Valsaria insitiva.

## Afbeeldingen

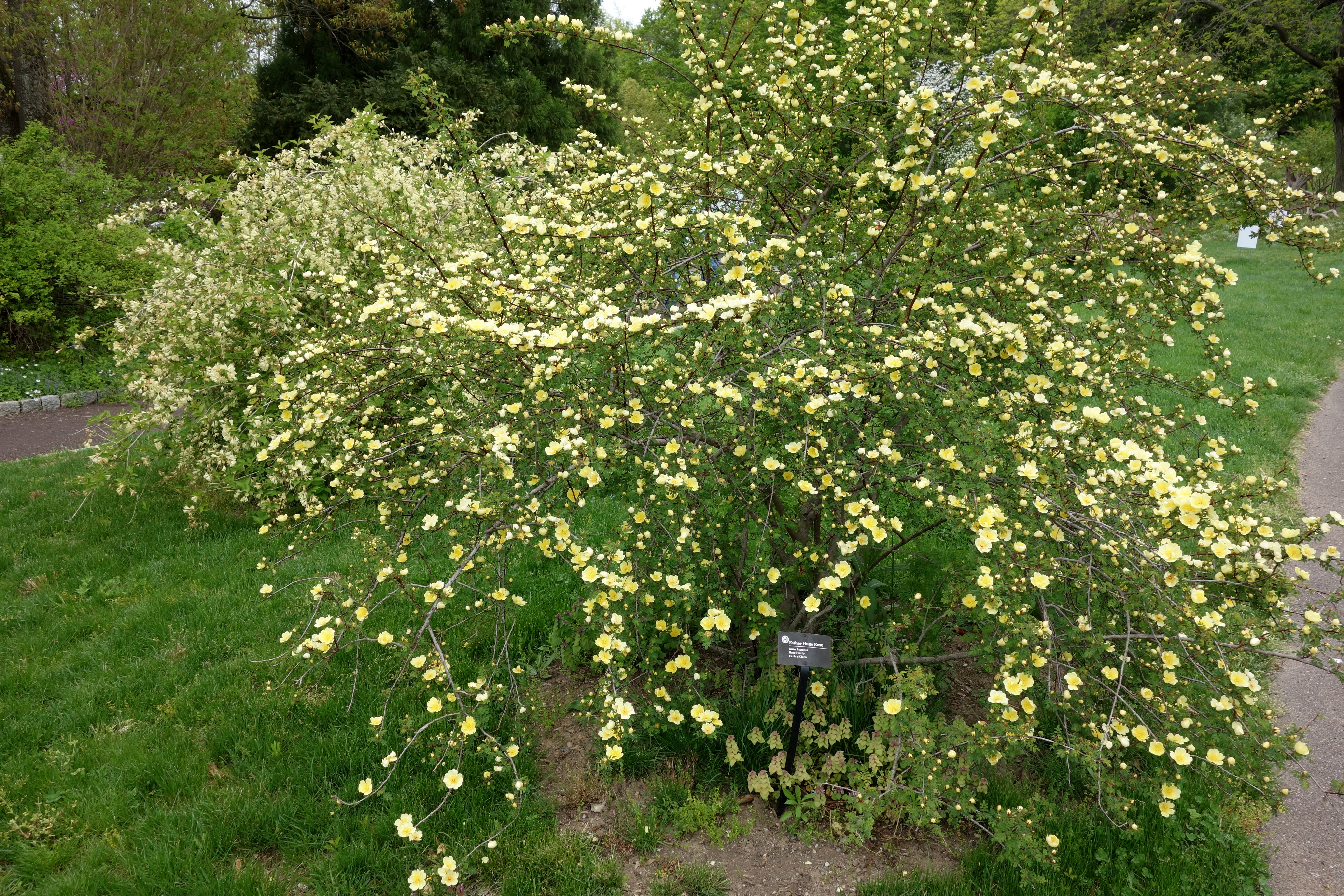
Struik
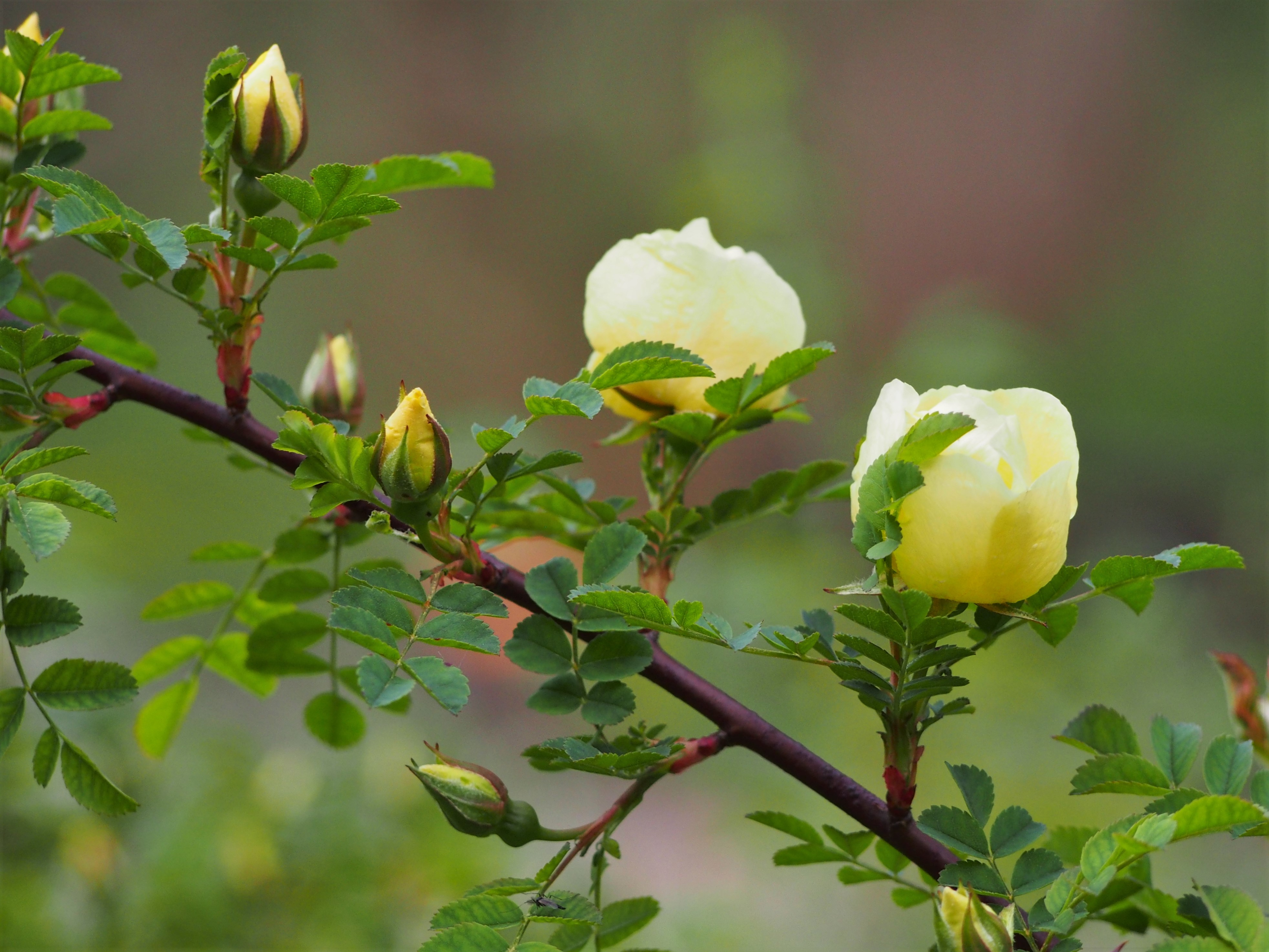
Bloeiwijze
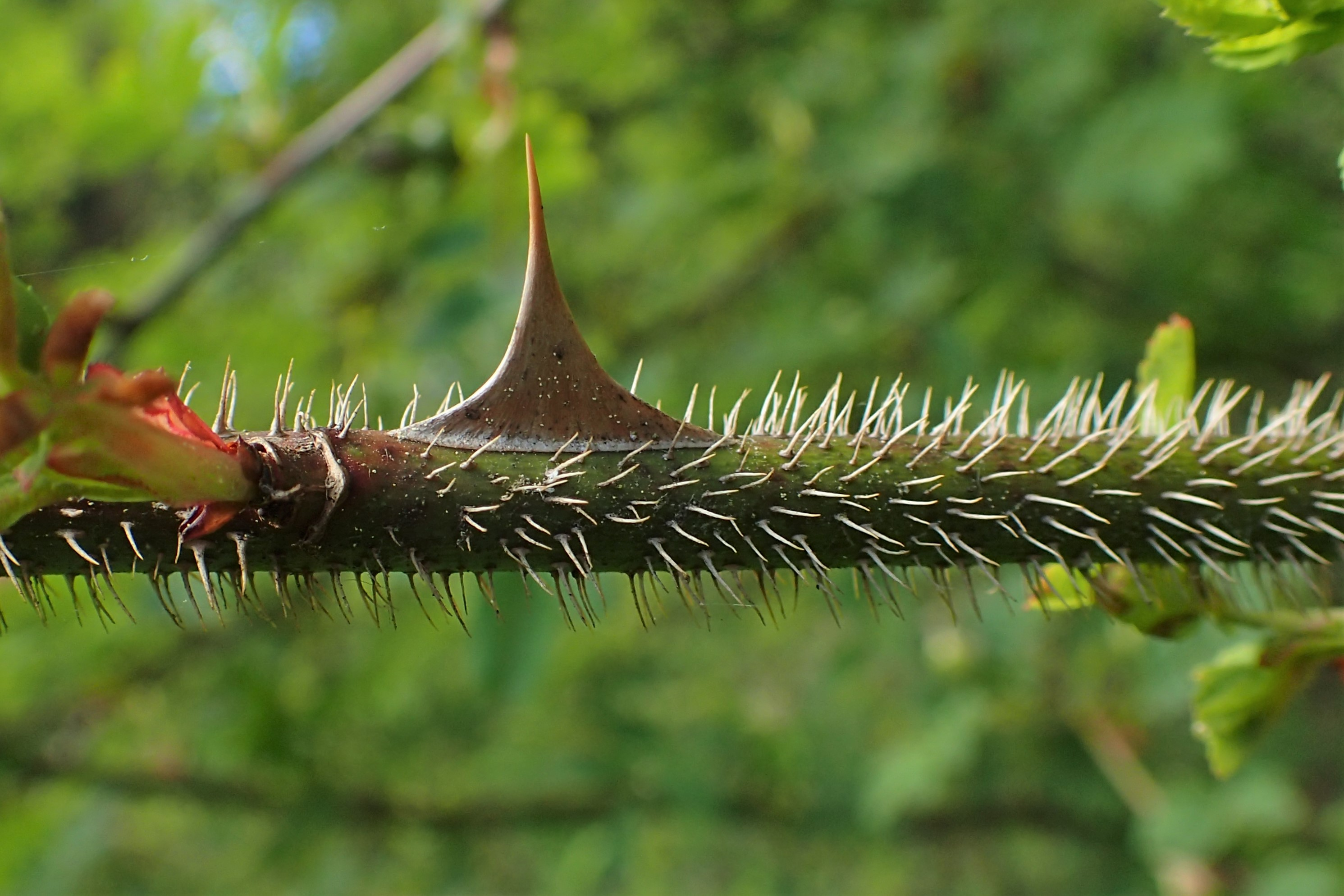
Scheut
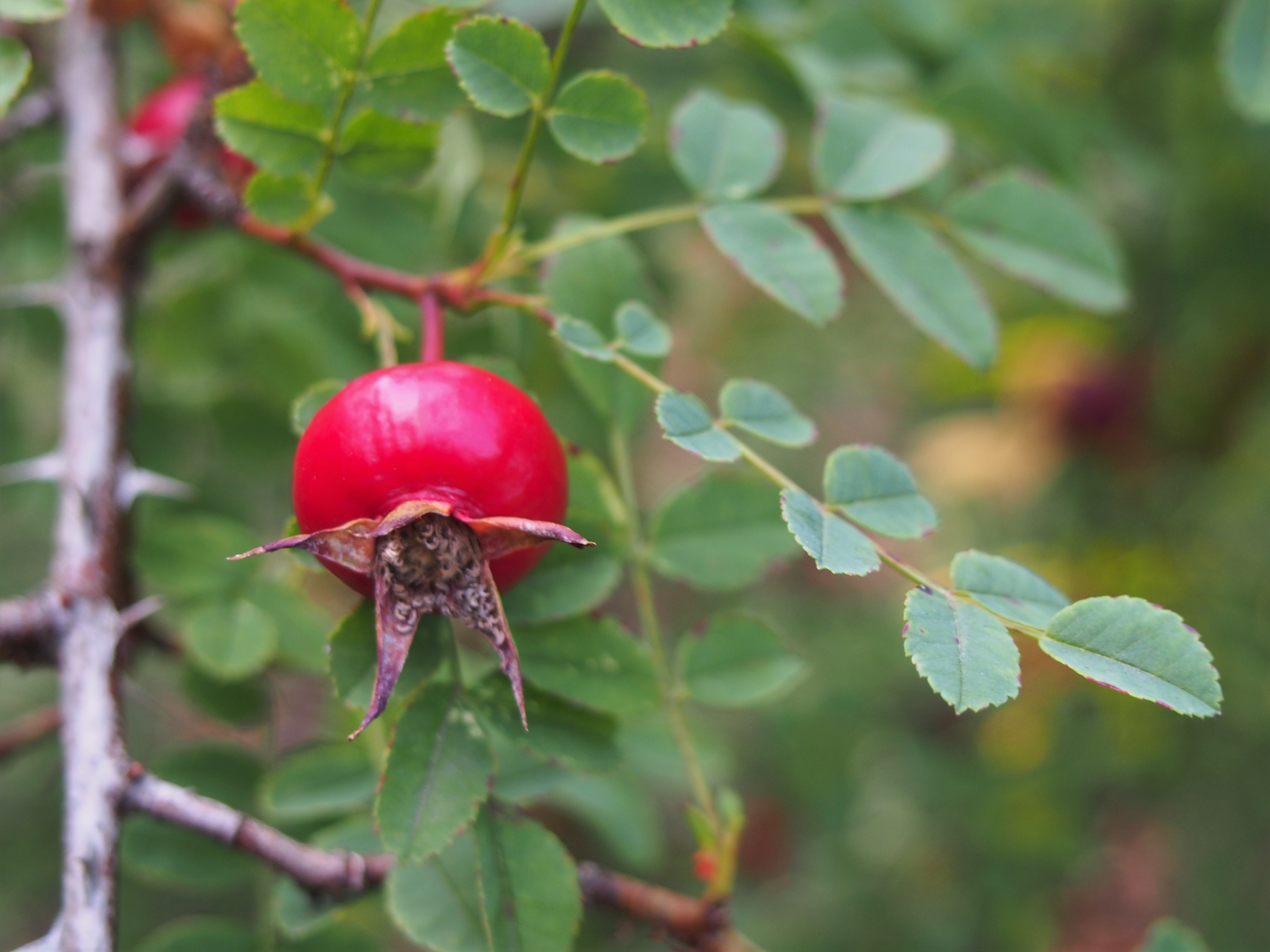
Rozenbottel

R. agrestis (kraagroos) ·
R. arvensis (bosroos) ·
R. banksiae ·
R. caesia (behaarde struweelroos) ·
R. canina (hondsroos) ·
R. corymbifera (heggenroos) ·
R. dumalis (kale struweelroos) ·
R. elliptica (wigbladige roos) ·
R. gallica (Franse roos) ·
R. glauca (bergroos) ·
R. hemisphaerica ·
R. henkeri-schulzei (schijnegelantier) ·
R. hirtula ·
R. hugonis ·
R. inodora (schijnkraagroos) ·
R. majalis (kaneelroos) ·
R. micrantha (kleinbloemige roos) ·
R. moschata (muskusroos) ·
R. moyesii (mandarijnroos) ·
R. multiflora (veelbloemige roos) ·
R. pimpinellifolia (duinroos) ·
R. pseudoscabriuscula (schijnviltroos) ·
R. roxburghii (kastanjeroos) ·
R. rubiginosa (egelantier) ·
R. rugosa (rimpelroos) ·
R. sempervirens ·
R. soulieana ·
R. ×stylosa (stijlroos) ·
R. subcanina (schijnhondsroos) ·
R. subcollina (schijnheggenroos) ·
R. tomentella (beklierde heggenroos) ·
R. villosa (viltroos)